# БАЛТРОН
BALTRON (англ. Baltic Naval Squadron), Балтийская Военно-морская Эскадра — совместный проект военно-морских сил Латвии, Литвы и Эстонии. Основными целями эскадры являются поиск и ликвидация морских мин, всё ещё оставшихся в Балтийском море со времён Второй мировой войны, увеличение безопасности территориальных вод Балтийских государств, и оказание помощи в обнаружении и ликвидации экологических повреждений в территориальных водах и экономических зонах Латвии, Литвы и Эстонии.

## История создания
В 1995 году Балтийские военно-морские силы провели первые совместные учения «Янтарное море 95», и возникли соображения дальнейшего сотрудничества.
12 октября 1996 года министры обороны Эстонии, Латвии и Литвы договорились о создании совместного подразделения по ликвидации морских мин. 16 апреля 1998 года в Риге правительства стран Балтии подписали договор об официальном начале деятельности ассоциации 28 августа 1998 года. Штаб-квартира находилась в Таллинне.
В октябре 2000 года Германия поставила Эстонии два минно-тральных корабля ВМС Германии типа «Линдау». Дания передала эстонскому флоту корабль «Адмирал Питка» (бывший датский патрульный корабль). Аналогичным образом были поддержаны и военно-морские силы Латвии и Литвы. В сентябре 2001 года в Лиепае, Латвия, был введен в эксплуатацию учебный центр для морских дайверов.
В 2015 году Эстония отошла от совместных морских операций в области минной обороны, чтобы в будущем сосредоточиться исключительно на операциях под командованием НАТО. Латвия и Литва с тех пор продолжили сотрудничать совместно.

## Структура
Балтийская военно-морская эскадра, сокращенно BALTRON, состоит из подразделения противоминной защиты. Цель состоит в том, чтобы улучшить координацию между военно-морскими силами государств, провести совместное разминирование и укрепить сотрудничество со странами НАТО, которые способствовали принятию стран Балтии в качестве стран-членов НАТО в 2004 году.
BALTRON тесно сотрудничает с минными тральщиками НАТО и принимает участие в международных противоминных учениях «Open Spirit».